# Гулівці (станція)
Гулівці — проміжна станція 5-го класу Південно-Західної залізниці на дільниці Козятин I — Вінниця між зупинним пунктом Черепашинці (відстань — 5 км) та станцією Варшиця (4 км). Відстань до станції Козятин I — 33 км, до станції Вінниця — 31 км.

## Історія
Станція відкрита 1879 року.

## Пасажирське сполучення
Пасажирське сполучення здійснюється приміськими електропоїздами сполученням Козятин — Жмеринка та регіональними поїздами Київ — Жмеринка та Київ — Гречани (з 26 квітня 2021 року). Поїзди далекого сполучення на станції не зупиняються.